# Уолстрийт Джърнъл
„Уолстрийт Джърнъл“ (на английски: The Wall Street Journal, често съкращаван като WSJ, в български издания срещан и като „Уолстрийт джърнъл“) е американски вестник, ежедневник, излизащ на английски език, с международен тираж.
Вестникът има централен офис в Ню Йорк и се публикува от „Дау Джоунс Енд Къмпани“, подразделение на „Нюз Корпърейшън“. Излизат също европейско и азиатско издания – „Уолстрийт Джърнъл Юръп“ и „Уолстрийт Джърнъл Ейжа“.
Вестникът е най-разпространяваният в САЩ с тираж от 2,4 милиона броя (тук са включени и 900 000 абонамента за онлайн изданието) към март 2013 година, в сравнение с 1,8 милиона на Ю Ес Ей Тъдей. Конкретно в сектора на бизнес вестниците, негов основен конкурент е Файненшъл Таймс, който също има няколко различни международни издания.
Вестникът основно публикува по теми, свързани са икономиката на САЩ и теми на международен бизнес, финансови новини и теми. Името произлиза от улицата Уол Стрийт, намираща се в Ню Йорк.